# Brookwood
Brookwood är en by i Surrey i England. Byn är belägen 8,9 km 
från Guildford. Orten har 1 411 invånare (2015).